# Chilling effect
Em um contexto legal, um chilling effect (em tradução livre, "efeito inibidor" ou "efeito amedrontador") é a inibição ou desencorajamento do exercício legítimo de direitos legais e naturais pela ameaça de sanção legal. O direito que é mais comumente descrito como sendo suprimido por chilling effect é o direito constitucional estadunidense de liberdade de expressão.
Um chilling effect pode ser causado por ações legais como a aprovação de uma lei, a decisão de uma corte, ou a ameaça de um processo; quaisquer ações legais que causem às pessoas medo de repercussões legais pelo exercício de um direito legítimo, seja a liberdade de expressão ou qualquer outro. Quando tal medo é criado pela ameaça de um processo de difamação, é chamado libel chill.